# 酈英傑
酈英傑（譯名威廉·布蘭特·克里斯汀森），美国外交官、公使銜參贊，美國空軍退役上尉，高祖父為19世紀渡美的丹麥裔美籍藝術家卡爾·克里斯汀森。酈英傑擁有喬治·華盛頓大學東亞研究碩士、楊百翰大學中國文學學士學位，他也有奧勒岡醫科大學牙醫學位，曾於1983年在高雄醫學院實習，通曉中文。

## 經歷

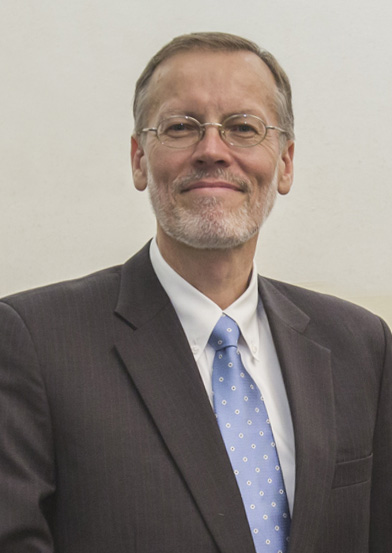
酈英傑，美國在台協會台北辦事處長任內，2018年8月23日攝

進入外交界工作後，酈英傑曾派駐香港及南非等地工作，其外交官銜於2008年升為參贊，歷任美國駐華大使館環境科技衛生事務參贊（2007年—2010年）、美國國務院台灣協調處處長（2010年—2012年）、美國在台協會台北辦事處副處長（2012年—2015年），於副處長任內重啟美台貿易暨投資架構協定（TIFA）會議、促成美國時任環保署署長吉娜·麥卡錫及國務院經濟暨商務助理國務卿芮福金訪台，離任前獲中華民國外交部頒睦誼外交獎章。
2015年，酈英傑正式升任公使銜參贊，同年8月轉調丹尼爾·井上亞太安全研究中心，出任該中心創始後第二代外交政策顧問，亦為第一位出任此職的現役外交官。2017年後則重回國務院，任人力資源局高階生涯發展顧問。2018年起，接替梅健華成為美國在台協會台北辦事處處長。
2021年6月18日，酈英傑獲頒國立中山大學名譽社會科學博士；6月24日，獲中華民國外交部頒贈「特種外交獎章」；6月25日，於總統府由蔡英文總統頒授「大綬景星勳章」
；7月14日，離任返美，由孫曉雅（Sandra Oudkirk）接任處長。同年9月起，酈英傑重回井上亞太安全研究中心，任高級外交顧問。
2022年8月，酈英傑調任美國駐國際民航組織代辦（臨時代理大使）。

## 荣誉

### 外国勋章奖章
- 睦谊外交奖章（中华民国外交部，2015年7月6日颁授[3]）
- 特种外交奖章（中华民国外交部，2021年6月24日颁授[2]）
- 大綬景星勳章（中華民國，2021年6月25日颁授[1]）

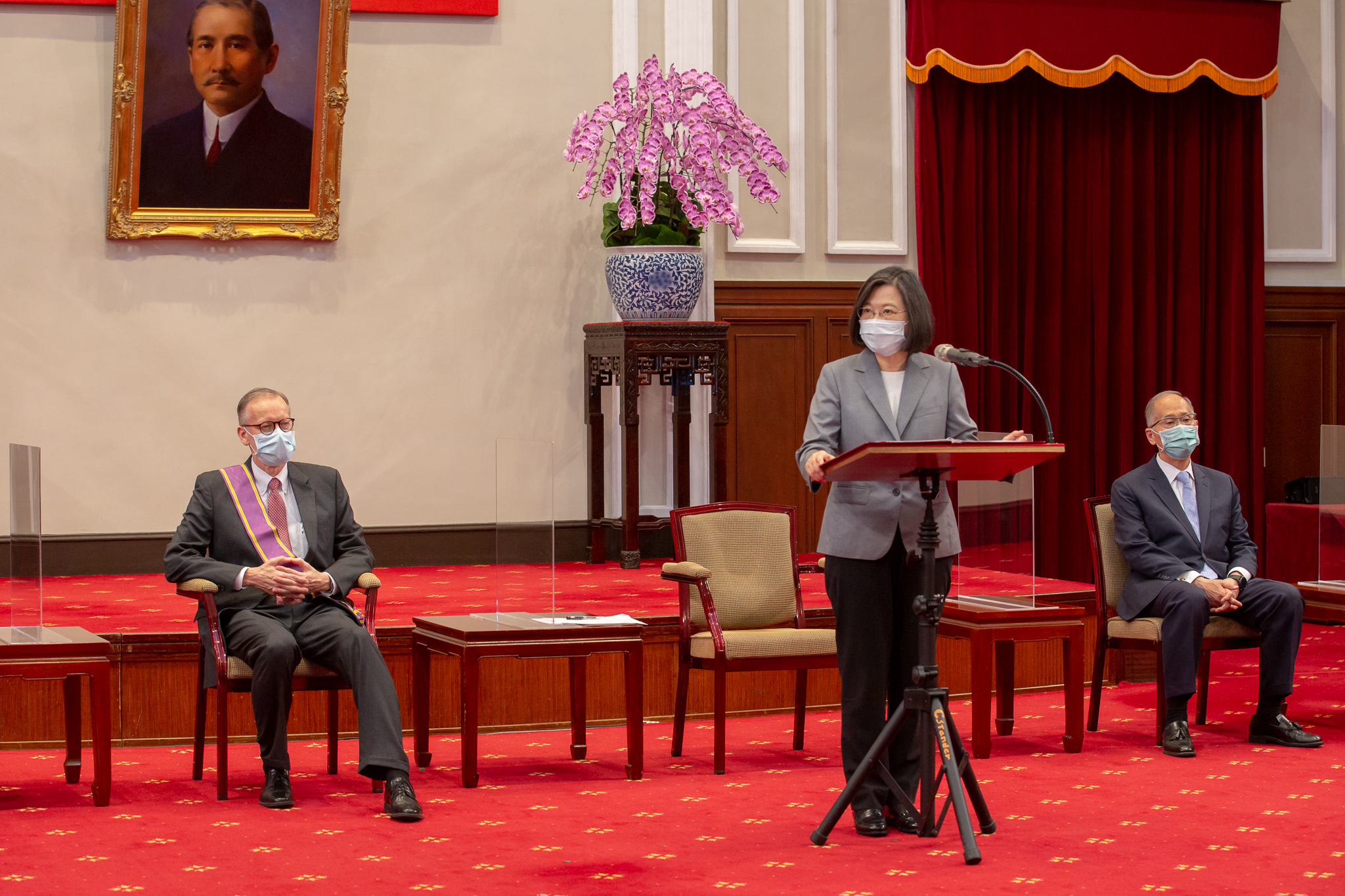
總統蔡英文頒授酈英傑大綬景星勳章

## 相關圖片

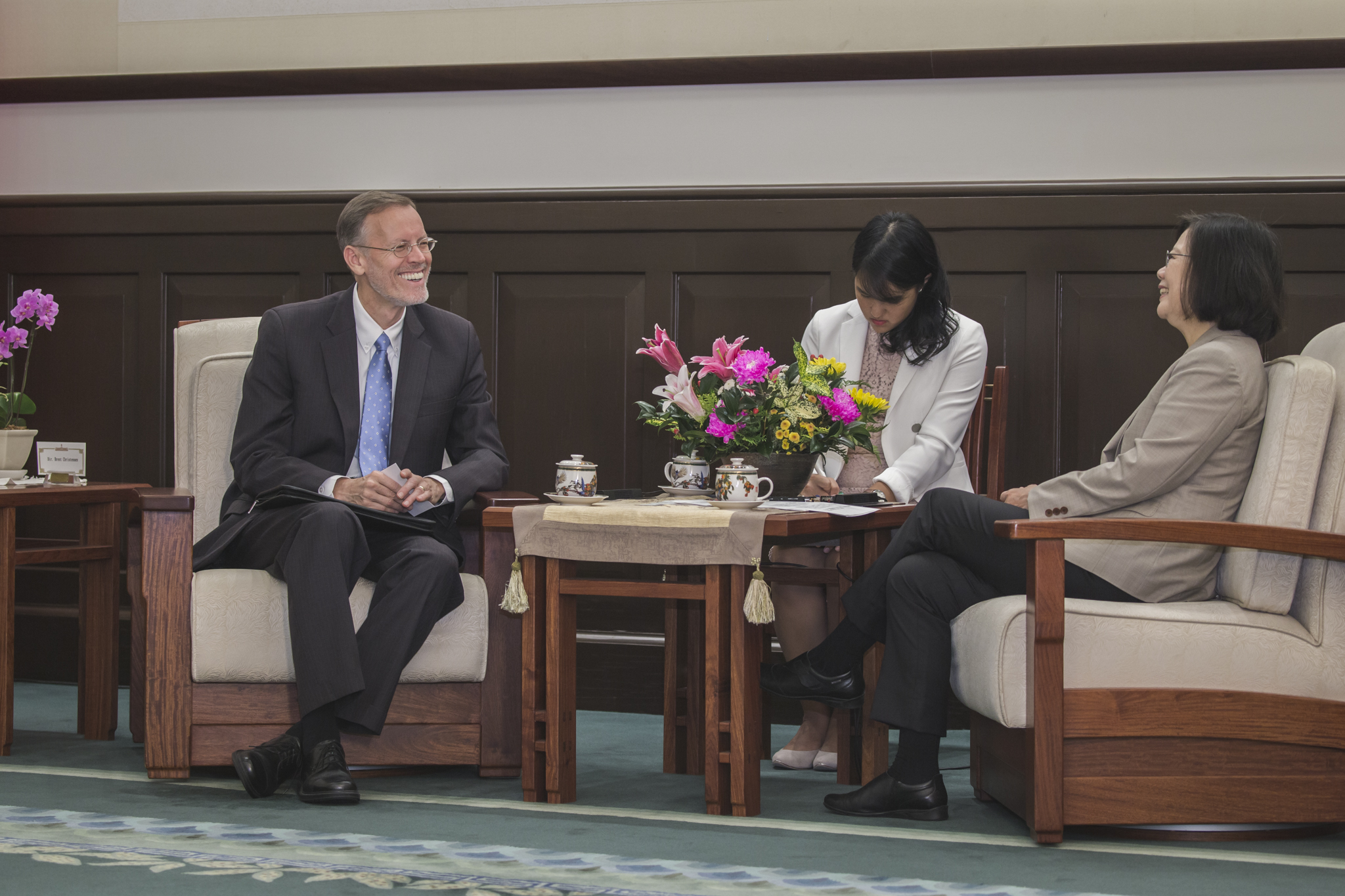
2018年新任處長酈英傑拜會總統蔡英文
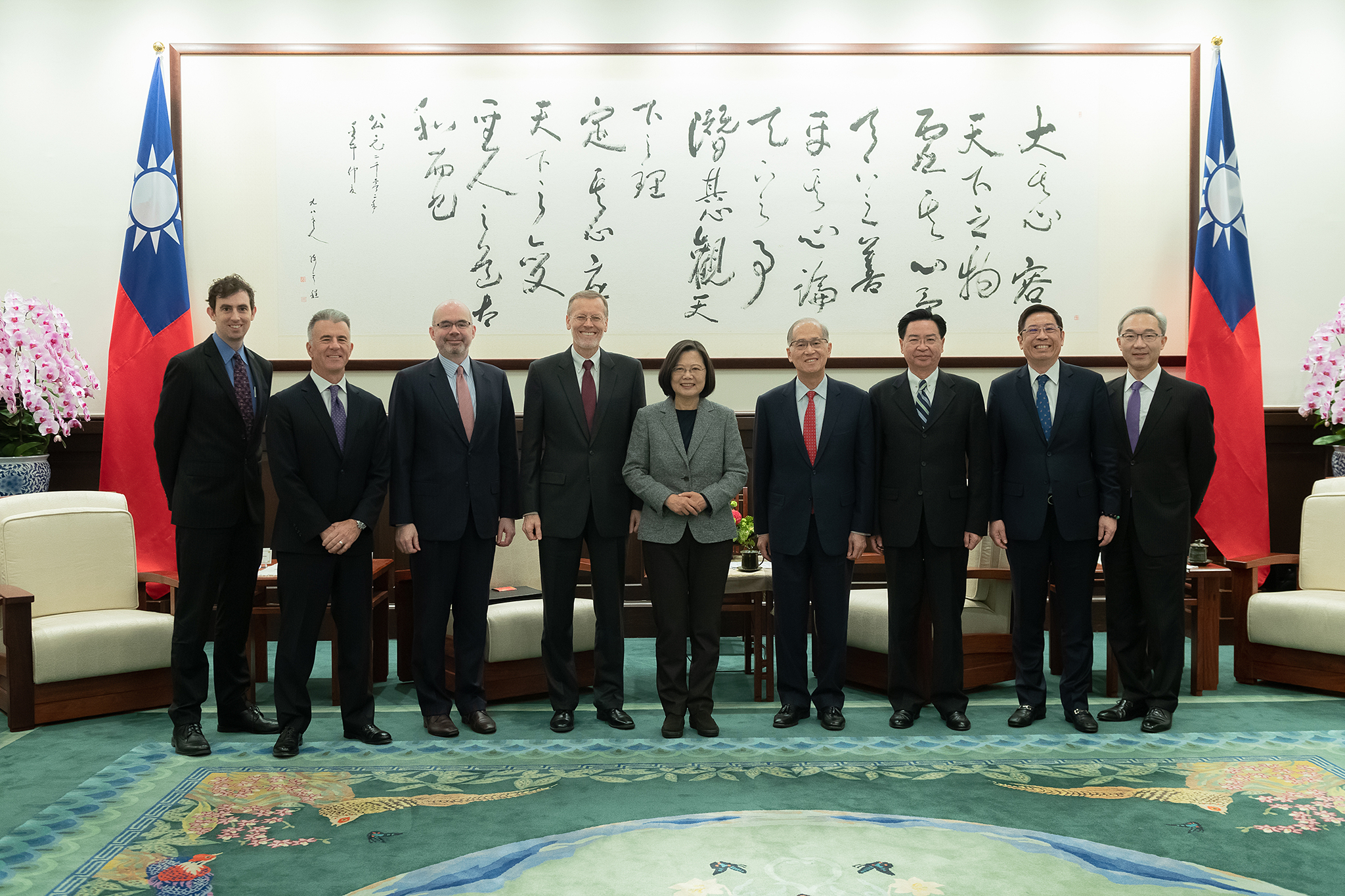
總統蔡英文接見「美國在台協會台北辦事處處長酈英傑」